# Pentacrinites
Pentacrinites es un género extinto de crinoideos que vivió desde el Hettangiano hasta el Bathoniano en Asia, Europa, América del Norte y Nueva Zelanda. Sus tallos tienen formas de apariencia pentagonal a estrella en sección transversal y son las partes que más comúnmente se conservan en el registro fósil. Pentacrinites se encuentran comúnmente en el lecho de Pentacrinites del Jurásico inferior (Lias inferior) de Lyme Regis, Dorset, Inglaterra. Pentacrinites se pueden reconocer por las extensiones (o cirros) que rodean el tallo, que son largas, no ramificadas y de longitud creciente hacia abajo, la copa muy pequeña y 5 brazos largos que se ramifican libremente.

## Descripción
Como la mayoría de los equinodermos, Pentacrinites estaban compuestos por numerosas placas de calcita que estaban dispuestas en diferentes partes del cuerpo. Pentacrinites tenían 3 tipos de partes del cuerpo: brazos, copa (cáliz o teca) y tallo. El tallo constaba de una pila de numerosas cuentas de cinco lados (o placas columnares) con un canal en el centro. El tallo tenía apéndices flexibles (o cirros) que se utilizaban para sujetar a un individuo. Estos propios cirros estaban conectados a columnas especializadas llamadas nodales, dejando cicatrices ovaladas después de romperse. Los cirros consistían en placas en forma de diamante con un canal central, menos aplanado a medida que se alejaban del tallo. El cáliz en forma de copa era muy pequeño y constaba de dos bandas de cinco placas. Estas eran las bases de los cinco brazos. La parte superior del cáliz estaba cubierta por numerosas pequeñas placas poligonales y en esta superficie se encontraban la boca y el ano.
Los brazos se dividen frecuentemente, similar a las ramas de los árboles, de modo que en el extremo superior podría haber más de 50 ramas en total. Los brazos estaban formados por pilas de placas de calcita. Los brazos tenían muchas ramas delgadas con la función para su alimentación (o pinnaPentacrinitesPentacrinites dichotomusdichotomusPentacrinites dichotomusPentacrinites dichotomusPentacrinites dichotomusPentacrinites dichotomuss, como las hojas de un helecho). Estos folíolos tenían pies tubulares, que estaban cubiertos de moco que buscaban en el agua y atrapaban plancton. Estos brazos no eran muy móviles. Las placas de los brazos tienen una inserción que formaba una arboleda que corría a lo largo del brazo hasta el cáliz. Éste servía para transportar las partículas de comida a la boca.

## Taxonomía

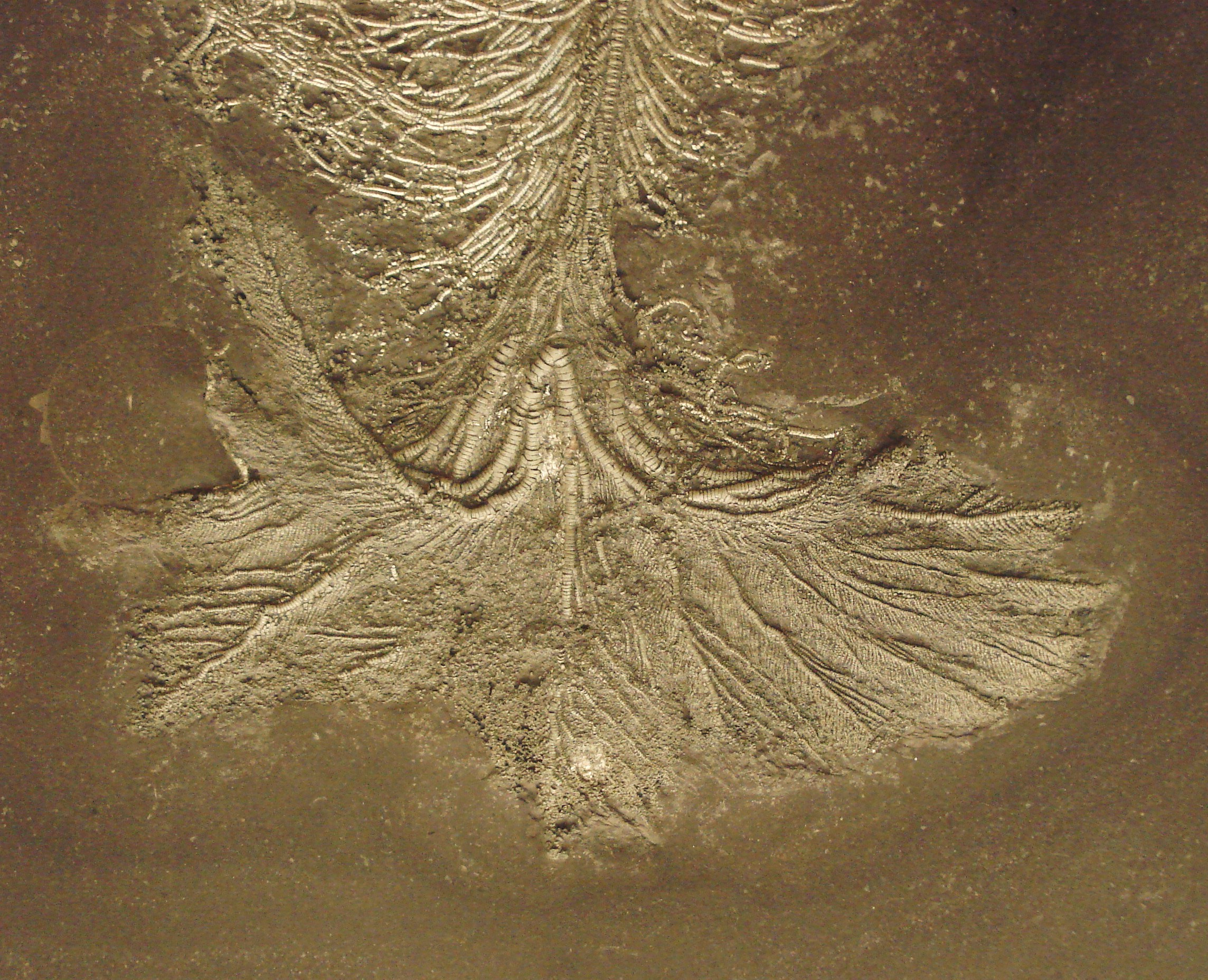
Pentacrinites dichotomus

Pentacrinites pueden estar relacionados con los primeros isocrínidos de vida libre, que se encuentran hoy día en el fondo del mar.

### Especies reasignadas
- P. caputmedusae = Cenocrinus asterius
- P. subteres = Balanocrinus subteres
- P. subteroides = Balanocrinus subteroides

## Ecología
Pentacrinites son un lirio marino flotante que estuvo adherido a madera flotante durante su vida adulta. Este estilo de vida pseudoplanctónico le permitió explotar alimentos que no estaban disponibles para otros crinoideos.

## Distribución
Cuando Pentacrinites se extinguieron no dejaron parientes vivos directos. Sus restos se han encontrado en muchos lugares diferentes, lo que sugiere que en su momento habitó en todos los océanos del mundo. Sin embargo, los isocrínidos de vida libre todavía pueblan los mares, generalmente a más de 150 m de profundidad.
- P. doreckae se conoce del Jurásico Inferior (Hettangiense y Sinemuriense).
- P. fossilis del Jurásico Inferior (Sinemuriano).
- P. dichotomus se ha encontrado en el Jurásico Inferior (Toarciano).
- P. dargniesi fue encontrado en el Jurásico Medio (Bajociano y Bathoniano). [4]